# Болцано Вичентино
Болцано Вичентино (итал. Bolzano Vicentino) је насеље у Италији у округу Виченца, региону Венето.
Према процени из 2011. у насељу је живело 3742 становника. Насеље се налази на надморској висини од 43 м.

## Становништво
| 1931. | 1936. | 1951. | 1961. | 1971. | 1981. | 1991. | 2001. | 2011. |
| ----- | ----- | ----- | ----- | ----- | ----- | ----- | ----- | ----- |
| 3.183 | 3.165 | 3.621 | 3.296 | 3.810 | 4.248 | 4.543 | 5.455 | 6.509 |